# Леон Даяку
Леон Даяку (нім. Leon Dajaku, нар. 12 квітня 2001, Вайблінген, Німеччина) — німецький футболіст, форвард хорватського клубу «Хайдук» (Спліт).

## Ігрова кар'єра

### Клубна
Леон Даяку народився у містечку Вайблінген, що поблизу Штутгарта. Грати у футбол починав на молодіжному рівні у місцевих командах. У 2014 році Даяку став гравцем молодіжної команди «Штутгарта». У грудня 2018 року футболіст дебютував у матчах Бундесліги.
А вже влітку 2019 року «Баварія» запропонувала молодому футболісту чотирирічний контракт. В основі мюнхенського клуба Даяку провів лише дві гри, переважно виступаючи за дублюючий склад.
У січні 2021 року берлінський «Уніон» орендував Леона до свого складу з опцією майбутнього викупу футболіста.

### Збірна
З 2017 до 2019 року Леон Даяку грав за юнацькі збірні Німеччини різних вікових категорій.

## Особисте життя
Батьки Леона Даяку за походженням косовські албанці.